# Franc-maçonnerie magazine
 Franc-maçonnerie magazine è un mensile francese di attualità dedicato alla Massoneria. È il successore della rivista Initiations, fondata nel 2004. Si dichiara indipendente da qualsiasi obbedienza massonica.

## Storia
Franc-maçonnerie magazine nasce da un desiderio di apertura e modernità da parte dei massoni di tutte le confessioni. Venduta nei punti vendita e non solo in abbonamento come la precedente rivista Initiations, si rivolge ai massoni e al grande pubblico di laici che intendono conoscere meglio la Massoneria, la sua storia, i suoi simboli e il suo posto nella società contemporanea

## Linea editoriale
Il panorama massonico francofono, erede di una storia movimentata, è costituito da una vasta gamma di obbedienze con sensibilità diverse: maschili, femminili o miste, alcune che si dichiarano più orientate al sociale, altre più simboliste, che offrono una varietà di riti praticati. Di fronte a questa diversità, l'ambizione dichiarata è, secondo le parole di un massone, di "riunire ciò che è stato disperso", cioè di offrire uno strumento che possa riflettere le varie correnti della Massoneria, pur sottolineando i punti comuni e unificanti. Gli argomenti comprendono articoli su una vasta gamma di temi, tra cui dibattiti sulla società, la storia della Massoneria, i temi simbolici e la Massoneria in generale in Francia e in Europa.

## Firme
- Magali Aimé
- Pierre-Yves Beaurepaire
- Philippe Benhamou
- Alain Bernheim
- Jean-Moïse Braitberg
- Éric Burst
- Sonia Caraty
- André Combes
- Jean-Louis Coy
- Roger Dachez
- Dominique Delpiroux
- Yves Hivert-Messeca
- Pierre Invernizzi

- Jiho
- Nathalie Kaufmann-Khelifa
- François Labbé
- David le Dû
- Jean-Luc Leguay
- Michel Lustig
- Irène Mainguy
- Ludovic Marcos
- Marie-Dominique Massoni
- Jean-Michel Mathonière
- Pierre Mollier
- Dominique Morillon
- Pierre Pelle le Croisa

- Henri Peña-Ruiz
- Armand Pouille
- Alain Pozarnik
- Jiri Pragman
- Andrée Prat
- Jacques Ravenne
- Cécile Révauger
- Julian Rees
- Éric Saunier
- Jean-Claude Sitbon
- Martine Umhauer

## Diffusione
Franc-maçonnerie magazine è stata pubblicata inizialmente sei volte all'anno, sette nel 2012 e otto nel 2013, ed è distribuita in Francia, nei territori francesi d'oltremare, nell'Europa francofona (Belgio, Svizzera, Lussemburgo), in Germania, Spagna, Portogallo, Africa e Canada.